# Gwendolyn Lau
Gwendolyn Clubb Lau (ur. 23 marca 1975 w Houston w Teksasie) – amerykańska aktorka głosowa, dubbingująca seriale anime dla firmy Funimation. Brała udział w nagraniach w latach 2004–2010, po czym na trzy lata przerwała swoją pracę. Wróciła do niej w 2013.

## Role
- Aquarion – Manamana (odc. 4)
- Baldr Force EXE Resolution – Minori Segawa
- BECK: Mongolian Chop Squad – Momoko Ogasawara
- Black Cat – Silphy Deacroft
- Burst Angel – Lava
- Detektyw Conan – Kirsten Thomas, Yuko Ikezawa
- Desert Punk – Noriko (odc. 2)
- Drifters – Olminu
- El Cazador de la Bruja – Margarita (odc. 10)
- Fairy Tail – Daphne
- Fullmetal Alchemist i Fullmetal Alchemist: Brotherhood – Sheska
- The Galaxy Railways – Jane (odc. 4), Catalina (odc. 11-12)
- Ghost Hunt – Kei Ubusuna (odc. 7-10)
- Glass Fleet – Gouda
- Gunslinger Girl -Il Teatrino – Rachelle (odc. 10)
- Harmony – Marimi Sakurai
- Jigoku shōjo – Keiko Yasuda (odc. 6)
- Jormungand  – Dr. Minami "Miami" Amada
- Kiddy Grade – Mercredi, Vendredi
- Last Exile: Fam, the Silver Wing – Vasant
- Mushishi – Sayo (odc. 16)
- Magister Negi Magi – Misa Kakizaki, Nekane Springfield
- One Piece – Makino
- Wieczność, której pragniesz – Azusa Ishida
- Siedmiu samurajów – Yukino
- School Rumble – Sarah Adiemus
- Shin-Chan – Patty Milfer (sezony 1-2)
- SoltyRei – Illumina Kisch
- Spiral: The Bonds of Reasoning – Madoka Narumi
- Suzuka – Ayano Fujikawa
- Trinity Blood – Kate Scott
- Tsubasa: Reservoir Chronicle – Chenyan
- Tsukuyomi: Moon Phase – Haiji (Kot)
- Witchblade – Rie Nishida
- XxxHolic – Nanami (odc. 8)
- Yu Yu Hakusho – Kuroko Sato